# 桑迪菲爾德 (紐約州)
桑迪菲爾德（英語：Sandyfield）是位於美國紐約州羅克蘭縣的非建制地區。

## 地理
桑迪菲爾德所處的海拔為高於海平面354米（即1161英呎），而該地所採用的時區為UTC-5，即北美东部时区（EST）。同時該地設有夏令時間，為UTC-5調快一小時，即UTC-4（EDT）。